# The Pornographer: A Love Story
The Pornographer: A Love Story es una película estadounidense del género drama de 2004, dirigida por Alan Wade, que a su vez la escribió, a cargo de la fotografía estuvo Michael F. Barrow y el elenco está compuesto por Irène Jacob, Martin Donovan, Ezra Barnes y Maggie Gyllenhaal, entre otros. El filme se estrenó el 2 de mayo de 2004.

## Sinopsis
Trata acerca de la transformación del vínculo entre un cineasta y una actriz, esto sucede en el momento que los caminos del arte y la vida se encuentran.